# Eduarda Amorimová
Eduarda Idalina „Duda“ Amorim Taleska (* 23. září 1986 Blumenau) je brazilská házenkářka, obránkyně, která v současnosti působí v maďarském klubu Győri ETO KC. S brazilskou ženskou házenkářskou reprezentací vyhrála mistrovství světa v roce 2013. Na tomto šampionátu se stala nejužitečnější hráčkou. Tři zlata získala s národním týmem na Panamerických hrách (2007, 2011, 2019) a tři na Panamerickém mistrovství (2007, 2011, 2017). Za reprezentaci nastoupila v letech 2006–2020 k 204 utkáním a vstřelila 677 branek. Na klubové úrovni je jejím největším úspěchem pět vítězství v Lize mistrů, nejprestižnější evropské klubové soutěži (2013, 2014, 2017, 2018, 2019). Všechny triumfy získala s maďarským Győri ETO KC. V Evropě působila od roku 2006, nejprve v makedonském klubu Kometal Skopje. V roce 2014 byla Mezinárodní házenkářskou federací vyhlášena nejlepší světovou házenkářkou roku. V roce 2019 byla vyhlášena nejlepší házenkářkou Evropy ve fanouškovské anketě pořádané Evropskou házenkářskou federací.